# Trương Hoa
Trương Hoa (chữ Hán: 张华, 232 – 300) là quan viên, nhà văn thời Tây Tấn trong lịch sử Trung Quốc.

## Quá trình thăng tiến
Hoa tự Mậu Tiên, người huyện Phương Thành, quận Phạm Dương . Cha là Trương Bình, được làm đến Ngư Dương quận thái thú nhà Tào Ngụy. Hoa sớm mồ côi, nhà nghèo, tự chăn dê kiếm sống, được người cùng quận là Lư Khâm xem trọng. Đồng hương là Lưu Phóng cũng khen tài của Hoa, gả con gái làm vợ ông. 
Người quận Trần Lưu là Nguyễn Tịch gặp Hoa, khen ông có tài vương tá, do vậy mà Hoa bắt đầu nổi tiếng. Phạm Dương quận thú Tiên Vu Tự tiến cử Hoa làm Thái thường bác sĩ. Lư Khâm kể về Hoa với quyền thần Tư Mã Chiêu, nên ông được chuyển làm Hà Nam doãn thừa; ông chưa nhận chức, được trừ làm Tá trước tác lang. Ít lâu sau, Hoa được thăng làm Trưởng sử, kiêm Trung thư lang. Biểu tấu của Hoa trong các buổi triều nghị, phần nhiều được thi hành, nên được thực sự nhận chức Trung thư lang. Nhà Tấn soán ngôi nhà Ngụy, Hoa được bái làm Hoàng môn thị lang, phong tước Quan nội hầu. 
Hoa nhớ dai biết nhiều, việc trong phạm vi bốn bể đều như ngón tay hiểu rõ lòng bàn tay. Tấn Vũ đế thường hỏi về chế độ cung thất nhà Hán và đường lối kiến trúc của cung Kiến Chương , Hoa đối đáp trôi chảy, người nghe quên cả mỏi mệt; ông lại vạch đất vẽ hình, mọi người đều chăm chú mà nhìn, khiến đế rất lấy làm lạ. Người đương thời sánh Hoa với Tử Sản nước Trịnh. Mấy năm sau, Hoa được bái làm Trung thư lệnh, hậu gia Tán kỵ thường thị. Gặp lúc mẹ mất, Hoa thương xót quá độ, đế giáng chiếu khuyên nhủ, rồi ép ông quay lại làm việc. 

## Ủng hộ đánh Đông Ngô
Ban đầu, Vũ đế ngầm cùng Dương Hỗ bàn mưu đánh Đông Ngô, nhưng quần thần phần nhiều cho rằng không thể, chỉ có Hoa tán thành kế ấy. Sau đó, Hỗ bệnh nặng, đế sai Hoa đến thăm ông ta, hỏi kế đánh Ngô.  
Hỗ mất, triều đình lấy Đỗ Dự thay thế ông ta. Năm Hàm Ninh thứ 5 (279), tờ biểu xin đánh Ngô của Đỗ Dự đến vào lúc Hoa đang chơi cờ với đế, ông đẩy bàn cờ sang một bên, chắp tay nói: “Bệ hạ thánh vũ, nước giàu binh mạnh, Ngô chúa dâm ngược, tru sát hiền năng. Bây giờ đánh dẹp hắn, có thể không vất vả mà xong, xin chớ lấy làm ngờ!” Đế nhận lời.  
Nước Tấn cất đại binh đánh Ngô (279), đế lấy Hoa làm Độ chi thượng thư, phụ trách vận chuyển lương thảo, trù tính kế hoạch.   Bấy giờ mọi người đều cho rằng không thể khinh suất tiến quân, Hoa một mình kiên trì ý kiến, cho rằng tất thắng. Tháng 3 ÂL năm Thái Khang đầu tiên (280), chiến sự còn chưa có kết quả, bọn Giả Sung tâu xin giết Hoa để tạ thiên hạ; Vũ đế nói: “Đây là ý của ta, Hoa chỉ là đồng ý với ta mà thôi.” Trong tháng ấy, Ngô Mạt đế Tôn Hạo xin hàng. Tháng 5 ÂL, triều đình giáng chiếu khẳng định công lao bày mưu từ đầu và trù hoạch chiến dịch của Hoa, cho ông tiến phong Quảng Vũ huyện hầu, tăng ấp vạn hộ, phong 1 con trai làm Đình hầu, thực ấp 1500 hộ, còn ban cho ông 1 vạn xúc lụa sống (quyên).  

## Bị gian thần gièm pha
Hoa đã có thanh danh hiển hách ở đời, khiến mọi người tin phục, được giao việc biên soạn sử nhà Tấn và hiến chương của lễ nghi; ông đã sửa đổi tăng giảm nhiều vấn đề. Đường thời chiếu thư đều do Hoa soạn thảo, tiếng tăm càng vượng, có uy vọng của bậc tể tướng. Tuân Úc tự nhận mình xuất thân đại tộc, cậy được đế sủng tín, thêm căm ghét Hoa, luôn tìm cơ hội ly gián, muốn đẩy Hoa ra ngoài trấn. Gặp dịp đế hỏi Hoa: “Có thể gởi gắm hậu sự cho ai?” Hoa đáp: “Vừa là người tài đức vừa là bậc chí thân, chẳng ai bằng Tề vương (Tư Mã) Du.” Lời này trái ý với đế, bị xem là ngỗ ngược, nên mục đích ly gián của Tuân Úc đạt được. Tháng giêng ÂL năm Thái Khang thứ 3 (282), triều đình đưa Hoa ra làm Trì tiết, Đô đốc U Châu chư quân sự, lĩnh quan Hộ Ô Hoàn hiệu úy, An bắc tướng quân. Hoa vỗ về người cũ, chiêu nạp người mới đến quy phụ, khiến các tộc thiểu số cảm ơn. Các tộc Mã Hàn, Tân Di vốn tựa núi giáp biển, cách châu hơn 4000 dặm, có 20 bộ lạc nhiều đời chưa quy phụ, đều sai sứ triều cống. Vì vậy các tộc thiểu số ở xa thần phục, biên cảnh không lo, nhiều năm được mùa, binh mã cường thịnh.  
Triều thần muốn trưng Hoa về làm tể tướng, còn muốn cho ông tiến hiệu Nghi đồng. Khi xưa Hoa phản đối Vũ đế muốn trưng Phùng Khôi làm quan, em Khôi là Đảm rất được đế tin sủng. Đảm thường hầu đế, gặp dịp nhàn rỗi bàn việc đời Ngụy – Tấn, nhân đó nói rằng: “Thần trộm nghĩ Chung Hội làm phản, phần nhiều là do Thái Tổ (tức Tư Mã Chiêu).” Đế đổi sắc mặt, nói: “Khanh nói gì vậy!?” Đảm lột mũ lạy rằng: “Thần cho rằng người đánh xe giỏi ắt biết sức lực của 6 ngựa mà giữ dây căng chùng, người cai trị giỏi ắt hiểu năng lực của quan lại mà khống chế thích hợp. Thế nên Trọng Do bởi hơn người mà bị ức chế, Nhiễm Cầu nhờ nhường nhịn mà được trọng dụng, 8 vương của Hán Cao Tổ nhận tin sủng mà bị diệt vong , các tướng của Quang Vũ đế chịu kềm kẹp mà được trọn vẹn. Chẳng phải sự khác biệt ở thói nhân – bạo của bề trên hay tính khôn – ngu của bề dưới, mà là sự đè – nâng hay việc trao – lấy tạo nên như vậy. Tài năng và kiến thức của Chung Hội có hạn, Thái Tổ tâng bốc thái quá, khen mưu kế của hắn, nâng tiếng tăm của hắn, giao phó trọng quyền, gởi gắm đại binh, khiến Hội cho rằng tính toán không sai sót, công lao không thể thưởng, nên mới làm phản đấy. Xưa nếu Thái Tổ dùng tài vặt của hắn, khống chế về lễ tiết, để kềm nén hắn về quyền thế, uốn nắn hắn về lề lối, thì tâm làm loạn không có lý do gì sanh ra, việc làm loạn cũng không có lý do gì tạo nên vậy.” Đế nói: “Đúng!” Đảm dập đầu nói: “Bệ hạ đã đồng ý với lời của thần, nên chuẩn bị ngay đi , không để cho loại như Hội lại gây tai vạ.” Đế hỏi: “Bây giờ còn có người như Hội à?” Đảm nài đế đuổi hết mọi người đi rồi mới nói: “Bề tôi bày mưu cho bệ hạ, được tuyên dương công lớn với thiên hạ, người trong nước chẳng ai không biết, kẻ ấy đảm nhiệm những việc trấn giữ một phương và thống lãnh quân đội, đều là nỗi lo của bệ hạ đấy.” Đế im lặng.  
Ít lâu sau, triều đình trưng Hoa làm Thái thường . Do cây xà trên mái Thái miếu bị gãy, Hoa bị miễn quan. Cho đến khi Vũ đế mất, Hoa chỉ có thể dùng tư cách Liệt hầu để vào chầu. 

## Giữa vòng xoáy nội loạn
Tấn Huệ đế nối ngôi (290), triều đình lấy Hoa làm Thái tử thiếu phó.   Hoa cùng Vương Nhung, Bùi Giai, Hòa Kiệu đều có đức cao vọng trọng, nên bị quyền thần Dương Tuấn nghi kỵ, không được tham dự triều chánh. Đến khi Tuấn bị giết (291), triều đình bàn việc phế con gái của Tuấn là Hoàng thái hậu Dương Chỉ. Mọi người đều theo ý của hoàng hậu Giả Nam Phong, đề nghị phế Dương thái hậu làm thứ nhân. Chỉ có Hoa đề nghị theo lối nhà Hán phế Triệu Phi Yến, biếm danh xưng thái hậu làm Vũ hoàng hậu, cho ở cung riêng; triều đình không nghe.  
Tháng 3 ÂL năm ấy, Sở vương Tư Mã Vĩ nhận mật chiếu của Giả hậu, ra tay giết chết bọn Thái tể Nhữ Nam vương Tư Mã Lượng, Thái bảo Vệ Quán, thành ra trong ngoài triều đình nhiễu loạn, không ai biết phải làm gì. Hoa sai hoạn quan Đổng Mãnh đề nghị Giả hậu giết Vĩ để phòng ngừa hắn ta thâu tóm quyền lực; Giả hậu cũng muốn trừ khử Vĩ, nên đồng ý. Hoa bày cho Giả hậu sai Điện trung tướng quân Vương Cung đem Sô ngu phiên tuyên bố Vĩ giả mạo chiếu chỉ, khiến quân đội của Vĩ tan rã, hắn ta đành bó tay chịu chết.   Hoa nhờ công bày mưu, được bái Hữu quang lộc đại phu, Khai phủ nghi đồng tam tư, Thị trung, Trung thư giám, Kim chương tử thụ; ông cố từ chối Khai phủ. 
Giả Mật cùng Giả hậu bàn bạc, cho rằng Hoa xuất thân sĩ tộc cấp thấp, nho nhã có mưu lược, tiến không có nỗi lo uy hiếp bề trên, lui lại được mọi người trông ngóng, muốn vào ông coi giữ triều đình, hỏi han chánh sự. Nhưng họ nghi ngờ chưa quyết, nên hỏi Bùi Ngỗi, Ngỗi vốn xem trọng Hoa, rất tán thành việc này. Hoa bèn tận trung khuông phò, chắp vá bổ khuyết; bấy giờ Hoa, Ngỗi và Giả Mô đồng lòng phụ chánh, dẫu triều đình của hoàng đế hôn ám và hoàng hậu bạo ngược, nhưng tình hình trong nước vẫn an định. Giả hậu tính hung hăng, ghen ghét, nhưng biết kính trọng Hoa.   Sau đó, triều đình luận công huân trước sau, cho Hoa tiến phong Tráng Vũ quận công. Hoa từ chối hơn 10 lần, có chiếu thúc dục, mới nhận.  Năm Nguyên Khang thứ 6 (296), Hoa được thay Hạ Bi vương Tư Mã Hoảng làm Tư không, lĩnh Trứ tác (tức là nhận nhiệm vụ biên soạn quốc sử).  
Cùng năm, triều đình kết luận Triệu vương Tư Mã Luân quấy nhiễu Quan Trung, khiến các tộc Đê, Khương nổi dậy, bèn lấy Lương vương Tư Mã Dung thay thế. Một trong những người tố cáo Luân là Ung Châu thứ sử Giải Hệ và em trai Hệ là Ngự sử trung thừa Giải Kết dâng biểu đề nghị giết thân tín của Luân là Tôn Tú để xoa dịu các tộc Đê, Khương. Hoa nghe theo, bèn thông báo với Tư Mã Dung; Dung nhận lời, nhưng bạn của Tôn Tú là Tân Nhiễm nói với Dung rằng: “Đê Khương tự phản, không phải Tú gây ra.” Nên Tú thoát chết. Luân về Lạc Dương, siểm nịnh Giả hậu, cầu chức Lục thượng thư sự, rồi lại cầu chức Thượng thư lệnh’ Hoa và Bùi Ngỗi đều kiên quyết không đồng ý, nên bị oán hờn. Luân, Tú ghét Hoa như thù.  
Năm thứ 8 (298), thủ lãnh người Đê là Tề Vạn Niên nổi dậy ở Quan Trung, chư tướng nối nhau thất bại. Trung thư lệnh Trần Chuẩn và Hoa cho rằng quân đội của Lương vương không dùng được, kiến nghị lấy Mạnh Quán cầm quân đánh dẹp. Quán đem theo quân Túc vệ, kết hợp với quân đội Quan Trung, giao chiến mười mấy trận, bắt sống Vạn Niên, dẹp xong cuộc khởi nghĩa.  
Tháng 11 ÂL năm thứ 9 (299), xung đột giữa phe họ Giả và Thái tử Tư Mã Duật trở nên gay gắt, Thái tử tả vệ soái Lưu Biện hỏi Hoa có phải Giả hậu muốn phế thái tử hay không, ông đáp: “Không nghe thấy!” Biện trách Hoa nói không thật lòng, ông hỏi lại: “Giả như có việc ấy, anh muốn làm như thế nào?” Biện nói: “Đông cung hiền tài như rừng, 4 soái có tinh binh vạn người. Ngài giữ nhiệm vụ của A hành , nếu được lệnh của ngài, hoàng thái tử nhân buổi chầu mà vào nắm việc của thượng thư, vậy thì phế Giả hậu mang đến thành Kim Dung, chỉ cần 2 tên hoạn quan là làm được.” Hoa nói: “Nay thiên tử đang khỏe mạnh, thái tử là con của ông ấy, tôi lại không được nhận lệnh trở thành A hành, đột ngột làm việc này, là không còn vua – cha gì nữa, mà là đem sự bất hiếu tỏ với thiên hạ. Dẫu cho thành công, không tránh được tội, huống hồ ngoại thích cầm quyền đầy triều, oai phong nào chỉ một người, làm sao an lành được!?”   Tháng 12 ÂL, Giả hậu bày ra chứng cứ phản nghịch của Tư Mã Duật, triều thần không ai dám nói gì, chỉ có Hoa can rằng: “Đây là đại họa của nước. Từ thời Hán Vũ đế về sau, mỗi khi phế truất chánh đích, luôn dẫn đến loạn lạc. Vả lại nước nhà mới được thiên hạ, mong bệ hạ xét rõ.” Triều thần nghị luận đến chiều chưa quyết, Giả hậu thấy bọn Hoa kiên định không giết thái tử, sợ có biến, nên dâng biểu xin miễn Tư Mã Duật làm thứ nhân; triều đình giáng chiếu đồng ý.  
Tháng 4 ÂL năm Vĩnh Khang đầu tiên (300), Triệu vương Tư Mã Luân, Tôn Tú sắp dấy binh tấn công Giả hậu. Vào đêm trước giờ hành động, Tú sai Tư Mã Nhã thông báo với Hoa; ông biết bọn họ ắt làm việc soán ngôi, bèn cự tuyệt hợp tác. Nhã giận nói: “Đao sắp kề cổ, còn nói năng như vậy!” rồi đi mà không ngoảnh lại. Hoa đang ngủ trưa, chợt mơ thấy mái nhà vỡ ra, tỉnh dậy lấy làm khó chịu. Quả nhiên đêm ấy bọn Luân, Tú đã bắt được Giả hậu, muốn thừa cơ diệt trừ đại thần trong triều, đồng thời báo oán ngày trước, bèn dùng chiếu thư giả lừa bắt Hoa cùng bọn Bùi Ngỗi, anh em Giải Hệ, Giải Kết. Hoa sắp chết, hỏi Trương Lâm rằng: “Khanh muốn hại trung thần à?” Lâm xưng mình có chiếu thư, hỏi vặn lại: “Khanh làm tể tướng, coi việc thiên hạ, thái tử bị phế, không thể tử tiết, sao vậy?” Hoa nói: “Cuộc nghị luận ở Thức Càn là bằng chứng cụ thể của việc tôi can ngăn, chứ chẳng phải không can ngăn.” Lâm nói: “Can không được nghe, sao không rời chức?” Hoa không thể đáp lại. Chốc lát sau, sứ giả đến, nói: “Có chiếu chém ngài.” Hoa nói: “Bề tôi là lão thần của tiên đế, lòng trung như son. Bề tôi không sợ chết, chỉ sợ vương thất gặp nạn, vạ không thể lường được.” Rồi Hoa bị giết ở phía nam đường ngựa chạy của tiền điện, hưởng thọ 69 tuổi, còn bị tru di tam tộc. Nghe tin, trong ngoài triều đình chẳng ai không thương xót.  

## Tính cách
Thiếu thời, Hoa học rộng biết nhiều, văn chương ôn hòa và đẹp đẽ, bản chất thông minh và lắm tài, đối với sấm vĩ, tướng số thì chẳng sách nào không xem qua. Hoa sớm biết tu dưỡng bản thân cẩn thận, hành vi đều hợp với lễ giáo; thấy mạnh mẽ đảm nhận việc có nghĩa, dốc lòng giúp đỡ người gặp nạn. Độ lượng và kiến thức của Hoa, người đương thời hiếm ai nắm bắt được. 
Sau khi thành đạt, Hoa ưa chuộng nhân tài, tiến cử không mỏi; thậm chí kẻ sĩ phục vụ các hào tộc và xuất thân thấp kém chỉ cần có 1 sở trường nào đó, ông liền than thở khen ngợi, khiến tiếng tăm của anh ta được lưu truyền. 
Hoa vốn yêu sách vở, vào ngày mất, nhà không có tài sản, chỉ có văn sử chất đầy rương. Hoa từng dọn nhà, dùng 30 cỗ xe để chở sách. Bí thư giám Chí Ngu biên soạn công văn, đều nhờ tư liệu mà Hoa cất giữ. Sử cũ cho biết: việc kỳ - bí trên đời, hiếm có người biết, đều được ghi chép ở chỗ Hoa. Do vậy Hoa được khen là “bác vật hiệp văn” (tạm dịch: kiến thức quảng bác), đời không ai sánh được. 
Anh em Lục Cơ (con Lục Kháng) có chí khí cao vời, tự nhận là hào tộc ở Đông Ngô, không phục nhân sĩ Trung Nguyên, mới gặp Hoa cứ ngỡ quen biết từ lâu, khâm phục đức vọng và phong phạm của ông, lấy lễ dành cho bậc thầy mà đối đãi. Sau khi Hoa mất, Cơ làm Vịnh đức phú để truy điệu ông. 

## Hậu sự
Sau khi Tư Mã Luân, Tôn Tú đền tội (301), Tề vương Tư Mã Quýnh cầm quyền, Chí Ngu gởi thư kể cho Quýnh biết lời nhận xét của Hoa về cha của Quýnh là Tề vương Tư Mã Du khi xưa. Vì thế Quýnh kiến nghị bình phản cho Hoa, triều thần nghị luận không ngừng, phần nhiều cho rằng Hoa bị oan. Đến khi Trường Sa vương Tư Mã Nghệ cầm quyền (302), quan viên nước Tráng Vũ là Trúc Đạo đến gặp Nghệ xin khôi phục tước vị cho Hoa, nhưng cuộc tranh luận vẫn kéo dài. 
Năm Thái An thứ 2 (303), triều đình giáng chiếu bình phản cho Hoa, khôi phục chức tước Thị trung, Trung thư giám, Tư không công, Quảng Vũ hầu cùng tài sản, ấn thụ, phù sách đã bị tịch thu, sai sứ giả cúng tế. 

## Hậu duệ
Hoa có 2 con trai là Y và Vĩ, đều gặp nạn cùng cha.
- Trương Y tự Ngạn Trọng, tính khiêm tốn, cung kính, có tác phong của cha, được làm đến Tán kỵ thường thị.
- Trương Vĩ học rộng, biết thiên văn, được làm đến Tán kỵ thị lang. [Tấn thư 30]

- Con Y là Trương Dư tự Công An, được tập tước của ông nội. Khi gia đình gặp nạn, Dư muốn lánh đến Hưng Cổ, chưa đến nơi thì được triệu về. Dư tiếp tục phục vụ nhà Đông Tấn, được làm đến Thừa tướng duyện, Thái tử xá nhân.  

Cháu 7 đời của Hoa là Trương Thượng Nhu, mẹ đẻ của Lương Vũ đế, được truy tôn làm Hiến hoàng hậu.  

## Dị sự
Vũ khố bị cháy, Hoa sợ có người thừa cơ làm loạn, phái binh giữ vững rồi mới chữa cháy, khiến các thứ bảo vật nhiều đời như kiếm chém rắn của Hán Cao Tổ, đầu của Vương Mãng, guốc của Khổng tử,... đều chịu thiêu rụi. Bấy giờ Hoa thấy kiếm xuyên qua mái nhà mà bay đi, không rõ hướng nào. 
Đất phong của Hoa là quận Tráng Vũ có cây dâu hóa làm cây bách, người hiểu biết lấy làm điểm chẳng lành. Nhà của Hoa và nơi làm việc là Trung thư tỉnh mấy lần xuất hiện yêu quái. Con trai nhỏ của Hoa là Trương Vĩ lấy cớ chòm sao Trung Đài phân tán, khuyên Hoa rời chức. Hoa không nghe, nói: “Đạo trời sâu xa, chỉ nên sửa đức để ứng phó mà thôi. Chẳng bằng lặng lẽ để đợi, để chờ mệnh trời.” 
Thời Huệ đế, có người tìm được lông chim dài 3 trượng, cho Hoa xem. Hoa thấy, kêu lên thảm thiết: “Đây là lông chim le biển, xuất hiện thì thiên hạ loạn đấy.” Lục Cơ từng đãi Hoa món cá muối, khi ấy khách đã ngồi đầy chỗ, Hoa nổi giận nói: “Đây là thịt rồng đấy.” Mọi người chưa tin, Hoa nói: “Thử đem rượu đắng tưới lên, ắt có điều lạ.” Làm thế thì có ánh sáng ngũ sắc nổi lên. Cơ quay về hỏi chủ món cá muối, người ấy nói: “Dưới đống rơm trong vườn tìm được con cá trắng, hình dáng khác thường, lấy ướp muối, quá ngon, nên đem tặng.” Vũ khố canh giữ rất nghiêm, bên trong chợt có tiếng trĩ kêu. Hoa nói: “Đây là rắn hóa làm trĩ đấy.” Mở cửa ra thì thấy bên cạnh con trĩ quả nhiên có da rắn. Bờ đê huyện Lâm Bình, quận Ngô bị vỡ, lộ ra cái trống đá, dùi nện không ra tiếng. Đế đem hỏi Hoa, ông nói: “Có thể lấy gỗ Đồng ở Thục Trung, khắc làm hình cá, gõ thì kêu vậy.” Người ta làm theo lời Hoa, quả nhiên tiếng trống vang xa vài dặm. 
Khi xưa nước Ngô hãy còn, khoảng giữa sao Đẩu và sao Ngưu luôn có khí tím, người biết đạo thuật đều cho rằng đất Ngô cường thịnh, chưa thể tính được, chỉ có Hoa cho là không đúng. Đến khi nước Ngô đã mất, khí tím càng sáng. Hoa nghe nói người quận Dự Chương là Lôi Hoán tinh thông Tinh tượng, bèn đòi Hoán đến gặp, đuổi mọi người đi mà nói rằng: “Hãy cùng quan sát thiên văn, để biết may rủi tương lai.” Nhân lúc lên lầu ngắm sao, Hoán nói: “Kẻ hèn xem xét lâu rồi, chỉ ở khoảng giữa Đẩu và Ngưu có khí lạ.” Hoa hỏi: “Là điềm lành à?” Hoán đáp: “Tinh khí của bảo kiếm, thấu lên đến tận trời.” Hoa nói: “Anh nói hợp đấy. Tôi thời trẻ có thầy tướng nói, tôi ngoài 60 tuổi, lên đến tam công, sẽ được bảo kiếm để đeo. Lời ấy hiệu nghiệm thay.” Hoa nhân đó hỏi rằng: “Ở quận nào?” Hoán đáp: “Huyện Phong Thành, quận Dự Chương.” Hoa nói: “Tôi muốn anh chịu khuất làm quan tể, bí mật tìm kiếm, có được không?” Hoán nhận lời. Hoa rất vui, bổ nhiệm Hoán làm Phong Thành huyện lệnh. Hoán đến huyện, đào nền nhà ngục, xuống đất hơn 4 trượng, thấy 1 cái hộp đá, chiếu sáng phi thường, bên trong có 1 cặp kiếm, đều khắc chữ, một gọi Long Tuyền, một gọi Thái A. Đêm ấy, khí ở khoảng giữa sao Đẩu và Ngưu không thấy được nữa. Hoán lấy đất dưới ngọn Bắc Nham ở vùng núi phía tây huyện Nam Xương để lau kiếm, ánh sáng tỏa ra chói lọi. Hoán lấy chậu lớn chứa đầy nước, đặt kiếm lên trên, người nhìn vào bị ánh sáng làm cho lóa mắt. Hoán sai sứ gởi 1 thanh kiếm cho Hoán, giữ lại 1 thanh để đeo. Có người hỏi Hoán rằng: “Được đôi mà giữ lại một. Có phải là lừa dối Trương công hay không?” Hoán đáp: “Bản triều sắp loạn, Trương công sắp gặp vạ. Kiếm này sẽ treo trên cây cạnh mộ quân chủ nước Từ đấy. Đồ vật linh dị, cuối cùng sẽ biến đi, không chịu mãi mãi phục tòng người ta.” Hoa được kiếm, trân trọng nó, luôn đặt bên chỗ ngồi. Hoa cho rằng đất Nam Xương không bằng đất đỏ Hoa Âm, trả lời thư của Hoán rằng: “Xem kỹ hoa văn trên kiếm, là Can Tương đấy, Mạc Tà sao lại không đến? Tuy nhiên, thần vật trời sanh, cuối cùng sẽ hội họp mà thôi.” Rồi lấy 1 cân đất Hoa Âm gởi cho Hoán. Hoán đổi đất để lau kiếm, ánh sáng càng thêm chói lọi. Hoa bị hại, kiếm không rõ ở đâu. Hoán mất, con là Lôi Hoa được làm châu tòng sự, đem kiếm đi ngang bến Bình Duyên, kiếm chợt nhảy khỏi thắt lưng mà nhào xuống nước. Lôi Hoa sai người lặn xuống nước để tìm, không thấy kiếm, chỉ thấy 1 cặp rồng đều dài vài trượng, cuộn mình nổi lên hoa văn. Người ấy sợ hãi, quay trở về. Chốc lát sau, dưới sông có ánh sáng rực rỡ, sóng nước sôi trào, thế là mất kiếm. Lôi Hoa than rằng: “Lời cha tôi nói về sự biến đi, lời Trương công bàn về sự hội họp, bây giờ ứng nghiệm rồi!” 

## Tác phẩm
Hoa còn chưa nổi tiếng, làm bài Tiêu liêu phú (phú Chim ri) để tỏ lòng.  Bài phú được đời sau chọn đưa vào Chiêu Minh văn tuyển quyển 13, xem toàn văn tại đây.
Hoa sợ gia tộc của Giả hậu cường thịnh, làm bài Nữ sử châm (女史箴) để khuyên khéo (phúng).  Văn bản gốc ngày nay không còn, nhưng tác phẩm đã được đời sau dùng để giáo dục phụ nữ cung đình, vẽ thành tranh để minh họa, gọi là Nữ sử châm đồ (女史箴图). Ngày nay vẫn còn 1 bộ gồm 12 cuộn (trường quyển) không hoàn chỉnh của họa sĩ Cố Khải Chi nhà Đông Tấn, được trưng bày ở bảo tàng Anh. Có thuyết cho rằng triều đình Đông Tấn thực hiện bộ tranh này sau cái chết của Tấn Hiếu Vũ đế. Các thế hệ sau không ngừng mô phỏng bộ tranh này, bảo tàng Cố cung cũng có 1 phiên bản đời Tống, tương truyền là thủ bút của Tống Huy Tông.
Hoa trước tác Bác vật chí 10 thiên, cùng văn chương lưu hành ở đời.  Ngày nay những tác phẩm này vẫn còn. Bác vật chí được đưa vào Tứ khố toàn thư, có 10 quyển, xem toàn văn tại đây. Văn thơ của Hoa được đưa vào Trương Mậu Tiên tập, thuộc bộ tùng thư Hán Ngụy lục triều bách tam gia tập (汉魏六朝百三家集); xem Trương Mậu Tiên tập tại đây.
Tuyên Hòa thư phổ quyển 13 ghi nhận 2 tác phẩm thảo thư của Hoa là Đắc thư thiếp và Văn thì thiếp, xem danh mục tại đây.

## Hình tượng trong văn hóa
Trong tiểu thuyết Tam quốc diễn nghĩa của tác giả La Quán Trung, Hoa là nhân vật nhỏ, xuất hiện ở hồi 120, miêu thuật tình tiết Hoa đang chơi cờ với Vũ đế thì gặp lúc biểu xin đánh Ngô của Đỗ Dự gởi về; nội dung tương đồng với chánh sử.
Trong tiểu thuyết Lưỡng Tấn diễn nghĩa (两晋演义) của tác giả Thái Đông Phiên, Hoa xuất hiện từ hồi 4 đến hồi 11. Hình tượng của Hoa được xây dựng sát với chánh sử.